# Firtina
Firtina is een populaire Turkse televisieserie die elke week door miljoenen Turken wordt bekeken.
Het scenario gaat over twee geliefden die veel van elkaar houden, maar hun ouders willen niet dat ze met elkaar trouwen. Er gebeuren leuke en slechte dingen en uiteindelijk gaan ze trouwen.
De serie is humoristisch van opzet.